# الشطين المنقظة (قارة)

تعديل مصدري - تعديل

الشطين المنقظة هي إحدى قرى عزلة قارة بمديرية قارة التابعة لمحافظة حجة، بلغ تعداد سكانها 664 نسمة حسب تعداد اليمن لعام 2004.